# NGC 2000
NGC 2000 ist ein offener Sternhaufen in der Großen Magellanschen Wolke im Sternbild Tafelberg. Der Sternhaufen wurde am 8. Februar 1836 von dem Astronomen John Herschel entdeckt. Die Entdeckung wurde später im New General Catalogue verzeichnet.